# Clã Fujiwara
O clã Fujiwara (藤原氏, Fujiwara-shi), descendente do clã Nakatomi, foi uma poderosa família de Sekkan (regentes) que monopolizaram as posições de Sesshō e Kanpaku. 
O clã se originou quando o fundador, Nakatomi no Kamatari (614-669), um nobre de classe baixa, foi recompensado por Imperador Tenji com o título honorífico "Fujiwara", que evoluiu como um sobrenome para Kamatari e seus descendentes. Com o tempo, Fujiwara ficou conhecido como um nome do clã.
Os Fujiwara dominaram a política no período Heian da história do Japão (794-1185), através do monopólio de posições de Sekkan. A principal estratégia da família para obter influência foi através do casamento de filhas Fujiwara com os imperadores. Com isso, os Fujiwara ganharam influência sobre o próximo imperador, ja que de acordo com a tradição da família japonesa, devem lealdade a seu avô.
Mas os Imperadores passaram a contra-atacar abdicando formalmente ao trono, instituindo o exercício do insei (院政, regra de clausura), no final do Século XI, após essa fase houve a ascensão da classe guerreira (Samurais), e com isso os Fujiwara foram gradualmente perdendo seu controle sobre a política tradicional.
Após o Século XII, Os Fujiwara continuaram a monopolizar os títulos de Sesshō e Kampaku durante grande parte do tempo até que o sistema foi abolido na Era Meiji. Apesar de sua influência diminuir, o clã permaneceu próximo do poder como  assessores dos imperadores seguintes.

## Períodos Asuka e Nara
A influência política do clã Fujiwara iniciou durante o período Asuka. Nakatomi no Kamatari, era membro da baixa nobreza do Clã Nakatomi. Em 645 levantou uma cruzada contra a tentativa do Clã Soga de introduzir o Budismo na Corte, através do que ficou conhecido como Incidente de Isshi.
Após esse fato e com a ascensão do Imperador Kotoku; este nomeou Kamatari Naidaijin (Ministro Interior). E neste cargo Kamatari foi o impulsionador no desenvolvimento do que se tornaria conhecido como Reformas Taika.
Em 668 com a ascensão do Imperador Tenji, este concedeu o kabane Fujiwara no Ason (藤原朝臣) a Kamatari. O sobrenome passou para seus descendentes já a partir de  Fujiwara no Fuhito (659-720), o segundo filho e herdeiro de Kamatari, que foi destaque na corte de vários imperadores e imperatrizes durante o início do Período de Nara.
Fuhito fez sua filha Miyako uma concubina do Imperador Mommu. O filho desta, Príncipe Obito se tornou o Imperador Shōmu. Fuhito conseguiu fazer com que outra de suas filhas, Kōmyōshi, se tornasse concubina do Imperador Shōmu. Ela se tornou a primeira imperatriz consorte do Japão, que não nasceu da familia imperial. Fuhito teve quatro filhos; e cada um deles se tornou o ancestral de um ramo do clã:
- Ramo Hokke (藤原北家) - Casa do Norte; descendentes de Fujiwara no Fusasaki.[6]
- Ramo Kyōke (藤原京家) - Casa da Capital ou Casa de Quioto; descendentes de Fujiwara no Maro.[7]
- Ramo Nanke (藤原南家) - Casa do Sul; descendentes de Fujiwara no Muchimaro.[8]
- Ramo Shikike (藤原式家) -Casa do Cerimonial; descendentes de Fujiwara no Umakai.[9]

Entre eles, os Hokke eram considerados como os líderes de todo o clã.

## Período Heian
Durante o Período Heian, os Hokke conseguiram estabelecer uma posição hereditária como Sekkan, seja para um imperador menor de idade (Sesshō) ou para um adulto (Kampaku). Alguns membros proeminentes deste ramo ocuparam estas posições mais do que uma vez e por mais do que um imperador. Membros menores dos Fujiwara foram nobres, governadores provinciais e vice-governadores, membros da aristocracia provincial, e samurais. Os Fujiwara foi uma das quatro grandes famílias que dominaram a política japonesa durante o período Heian (794-1185), e o mais importante deles naquele momento. Os outros foram o Tachibana, o Taira e Minamoto. A Fujiwara exercido um poder tremendo, especialmente durante o período dos governos regência dos séculos X e XI, tendo muitos imperadores como praticamente monarcas fantoches.
Os Fujiwara dominaram os  governo do Japão entre 794 e 1160. O seu domínio da administração civil foi perdido pelo estabelecimento do primeiro shogunato de Minamoto no Yoritomo em 1192.
Os Fujiwara ocupavam os mais altos ministros da Corte imperial  e foram regentes para monarcas menores de idade (Sesshō). Um provérbio de há séculos afirmava que os Fujiwara eram o "poder por trás do trono. Aparentemente, eles nunca aspiraram suplantar a dinastia imperial. Em vez disso, a influência do clã resultou de suas alianças matrimoniais com a família imperial. Porque as consortes de príncipes herdeiros e imperadores eram geralmente dos Fujiwara, já os chefes da casa Fujiwara eram muitas vezes sogros, tios, primos ou avô materno do imperador. A família atingiu o auge de seu poder sob Fujiwara no Michinaga (966-1027), um antigo kampaku que era o avô de três imperadores, pai de seis imperatrizes ou consortes imperiais, e avô de outras sete consortes imperiais; não é exagero dizer que era Michinaga quem governou o Japão durante este período, não os imperadores titulares.

### Regime Fujiwara no período Heian
A Regência Fujiwara era a principal característica dos governos de toda o Período Heian. Kyoto (Heian-kyo) foi geopoliticamente a melhor sede do governo; com bons acessos a rios que desembocam no mar, que poderia ser alcançado por vias terrestres nas províncias orientais.
Pouco antes da mudança para o Heian-kyo, o Imperador havia abolido o recrutamento universal em 8 departamentos e logo surgiram milícias privadas nestes locais. Os Fujiwara, os Taira e os Minamoto estavam entre as mais proeminentes famílias apoiadas pela nova classe militar.
Nos Séculos IX e X, a autoridade se dava regionalmente através das grandes famílias, que ocupava as terras e desconsiderava os sistemas fiscais de estilo chinês impostas pelo governo de Kyoto. Estabilidade veio com o Período Heian, mas, apesar da sucessão na família imperial estar assegurada através da hereditariedade, o poder se concentrava nas mãos de uma família nobre, os Fujiwara.
Administrações familiares se tornaram instituições públicas. Sendo o clã mais poderoso, os Fujiwara governavam o Japão e determinavam os negócios gerais do Estado, assim como a sucessão no trono. Assuntos privados e públicos foram completamente misturados, um padrão seguido entre outros Clãs, Mosteiros e até mesmo na Família Imperial.
Da mesma forma que os Soga tinham tomado o controle do trono no Século VI, os Fujiwara o haviam feito no Século IX; haviam casado suas filhas com a família imperial, e um dos seus membros era o chefe de Gabinete do Imperador. Outro Fujiwara tornou-se regente de seu neto, em seguida, de um imperador que ainda não atingira a maioridade, e ainda um outro nomeado Kampaku (regente de imperador adulto). Perto do final do Século IX, vários imperadores tentaram, mas falharam, em deixar que os Fujiwara controlassem o governo. Por um tempo, no entanto, durante o reinado do Imperador Daigo (897-930), a regência Fujiwara foi suspensa e o imperador pôde governar diretamente.
No entanto, os Fujiwara não foram rebaixados no reinado de Daigo, ao contrário, tornaram-se mais forte durante o seu reinado. O Controle Central sob o Japão continuou a diminuir, e os Fujiwara, assim como outras grandes famílias e fundações religiosas, adquiriram cada vez maiores Shoen e maiores riquezas no início do Século X. No início do período Heian, o Shoen ganhara status legal, e os grandes estabelecimentos religiosos procuraram títulos perpétuos, isenção de impostos, e imunidade de inspeção do governo que os Shoen lhes davam. As pessoas que trabalhavam na terra achavam vantagem em transferir a posse da terra para Shoen em troca de uma parte da colheita. As pessoas e as terras estavam cada vez mais fora de controle central e da tributação, havia de fato o restabelecimento de condições de anteriores da Reforma Taika.

### Fujiwara no Michinaga (966-1028)
Décadas após a morte do Imperador Daigo, os Fujiwara assumiram o controle absoluto da Corte. Até o ano 1000, Fujiwara no Michinaga foi capaz de entronar e destronar imperadores à vontade. Pouca autoridade foi deixada aos Imperadores para atuar no funcionalismo tradicional, e nos assuntos governamentais. Estas eram tratadas através da administração privada do Clã Fujiwara. Os Fujiwara haviam se tornado o que o historiador George B. Sansom chamou de "ditadores hereditários".
Os Fujiwara comandaram em um período de florescimento cultural e artístico na corte imperial entre a aristocracia. Houve grande interesse pela graciosa  poesia e pela literatura vernacular. A escrita japonesa que tanto dependia dos ideogramas chineses (kanji), agora fora complementada por kana. Foram criados dois tipos de escrita japonesa fonética: o katakana, um dispositivo mnemônico usando partes de ideogramas chineses; e o hiragana, uma forma cursiva de kanji escrito e uma forma de arte em si. O hiragana deu expressão escrita à palavra falada e, com ele,  o aumento da literatura vernacular do Japão, que em grande parte era escrito por mulheres da corte que não haviam sido treinadas em chinês como tinha os seus homólogos masculinos.no terço final do Século X e início do Século XI, as mulheres apresentaram suas visões da vida e seus romance na Corte Heian através de Kagero Nikki (Os Anos Gossamer), da mãe de Michitsuna", Makura no Soshi(O Livro de Cabeceira), por Sei Shonagon, e Genji Monogatari(Conto de Genji) por Murasaki Shikibu (Membro do Clã Fujiwara). A arte nativa também floresceu sob os Fujiwara depois de séculos em imitar formas chinesas. Cores vivas e pinturas de Yamato dão vida à Corte e histórias sobre templos e santuários (no estilo japonês) tornaram-se comum em meados do Período Heian, estabelecendo padrões para a arte japonesa.
O declínio na produção de alimentos, o crescimento da população, o aumento da competição por recursos entre as grandes famílias levaram ao declínio gradual do poder dos Fujiwara e deram origem a distúrbios militares em meados dos séculos X e XI. Os membros dos Fujiwara, Taira e Minamoto (todos descendentes da família imperial) atacavam um ao outro, pelo controle de vastas extensões de terra conquistada, instituindo regimes rivais, e, geralmente, quebrando a paz do Japão.
O Clã Fujiwara conseguiu controlar o trono até o reinado do Imperador Go-Sanjo (1068-1073), o primeiro imperador desde o século IX que não nasceu de uma mãe Fujiwara. Go-Sanjō estava determinado a restaurar o controle imperial através de uma ação pessoal forte, implementou reformas para conter a influência Fujiwara. Criou um departamento para compilar e validar os registros imobiliários com o objetivo de reafirmar o controle central. Muitos Shoen não eram devidamente certificados, e grandes proprietários, como os Fujiwara, sentiram-se ameaçados pela perda de suas terras. Go-Sanjō também criou o In no chō, ou Gabinete do Imperador Enclausurado, para acompanhar o Insei.
O In no chō preencheu o vazio deixado pelo declínio do poder dos Fujiwara. Ao invés de serem banidos, os Fujiwara permaneceram em seus antigos cargos de Sadaijin e de Naidaijin mas estes cargos agora não influíam no processo decisório. Com o tempo, muito Fujiwara foram substituídos, na maior parte por membros do crescente Clã Minamoto. Enquanto os Fujiwara disputavam entre seus Ramos e facções, o Sistema Insei permitiu à linha paterna da família imperial para ganhar influência sobre o trono. O período entre 1086 e 1156 foi a era da supremacia do In no chō e da ascensão da classe militar em todo o país. O Poderio militar e não mais a autoridade civil dominou o governo.
A luta pela sucessão em meados do Século XII deu aos Fujiwara uma oportunidade de reconquistar seus áureos tempos. Fujiwara no Yorinaga travou  ao lado do Imperador aposentado Sutoku e dos clãs Taira e Minamoto em uma violenta batalha em 1158 contra o Imperador Go-Shirakawa para escolher quem governaria. Esse episódio ficou conhecido como Rebelião Hōgen. No final, os Fujiwara foram destruídos, o antigo sistema de governo suplantado, o Sistema insei se mostrou impotente e o  Bushido assumiu o controle dos assuntos judiciais, marcando um ponto de virada na história japonesa. Dentro de um ano, Taira e Minamoto entrariam em confronto, e um período de ascendência dos Taira se vinte anos começaria. Os Taira foram seduzidos pela vida na corte e ignoraram os problemas nas províncias. Finalmente, Minamoto no Yoritomo (1147-1199) se levantou de seu quartel-general em Kamakura (na região de Kanto, a sudoeste da Tóquio moderna) para derrotar os Taira, e com eles o imperador filho Imperador Antoku eles controlavam, nas Guerras Genpei (1180-1185 ).

### Declínio
Somente 40 anos depois da morte de Michinaga, seus herdeiros Fujiwara não foram capazes de impedir a ascensão do Imperador Go-Sanjo (que reinou de 1068 a 1073), o primeiro imperador desde Uda cuja mãe não era do Clã Fujiwara. O sistema de governo do imperador aposentado (Daijō tennō, regra de clausura), iniciada em 1087, enfraqueceu ainda mais o controle dos Fujiwara sobre a Corte Imperial.
O período Heian Fujiwara dominado aproximou sua extremidade junto distúrbios do século XII. A luta dinástica conhecido como Rebelião Hōgen (Hōgen no Ran) elevou os Taira ao posto de clã mais poderoso em 1156. Durante a Rebelião Heiji (Heiji no Ran) em 1160 os Taira derrotaram a coalizão de forças Fujiwara e Minamoto. Esta derrota marcou o fim do domínio dos Fujiwara.

## Divisão
Durante o século XIII, a casa do norte dos Fujiwara (Hokke) foi dividida nas cinco casas regentes: Konoe, Takatsukasa, Kujō, Nijō e Ichijo. Eles detinham um "monopólio" para os cargos de Sesshō e Kanpaku. O poder político mudou da nobreza da Corte em Kyoto para a nova classe guerreira dos samurais no interior. No entanto, os nobres Fujiwara permaneceram próximos se tornando  regentes e ministros de primeiro escalão para os imperadores durante séculos, mesmo no Século XX (o príncipe Konoe e Morihiro Hosokawa). Como tal, tinham poder político e muita influência, e por isso muitas vezes os clãs samurais rivais e mais tarde o Bakufu procuravam sua aliança. Oda Nobunaga e sua irmã Oichi eram descendentes dos Taira e dos Fujiwara; o regente Toyotomi Hideyoshi e o shogun Tokugawa Ieyasu eram aparentados por casamentos com os Fujiwara. A Imperatriz Shōken, esposa do Imperador Meiji, era descendente do clã Fujiwara e, através de Hosokawa Gracia, do clã Minamoto.
Até ao casamento do príncipe herdeiro Hirohito (Imperador Shōwa) com a princesa Nagako de Kuni (postumamente Imperatriz Kojun) em janeiro de 1924, as principais consortes dos imperadores e príncipes herdeiros eram sempre recrutadas de um dos Sekke Fujiwara. Princesas imperiais eram muitas vezes casadas com senhores Fujiwara - ao longo de um milênio, pelo menos. Ainda recentemente, a terceira filha do Imperador Shōwa, a falecida ex-princesa Takanomiya (Kazoku), e a filha mais velha do Príncipe Mikasa, a ex-princesa Yasuko, casaram-se com a membros dos clã Takatsukasa e Konoe, respectivamente. Da mesma forma a filha do último Shogun Tokugawa se casou com um primo em segundo grau do Imperador Shōwa.

## Alguns Membros doClã Fujiwara
- Fujiwara no Yoshifusa
- Fujiwara no Teika
- Fujiwara no Fuhito
- Fujiwara no Kamatari
- Fujiwara no Nakamaro
- Fujiwara no Tametoki
- Fujiwara no Sukemasa
- Fujiwara no Mototsune